# Convento de Huejotzingo
El convento de San Miguel Arcángel es un templo católico ubicado en Huejotzingo, dentro del estado mexicano de Puebla. La edificación tiene una arquitectura de tipo colonial con subtipo plateresco y es uno de los cuatro primeros establecimientos franciscanos en México y en Nueva España. En 1994 fue declarado Patrimonio de la Humanidad por la Unesco. Es un antiguo exconvento que se remonta al siglo XVI. El conjunto se encuentra emplazado en las laderas occidentales de los volcanes Popocatépetl e Iztaccíhuatl.
En este templo se venera a San Miguel, patrono de Huejotzingo. Este convento fue de los más importantes de su época junto con los conventos de Texcoco y Tlaxcala.

## Historia
Se empezó a construir en 1525 siendo dirigidas las obras por fray Juan de Alameda y se terminó en 1570 por el arquitecto Toribio de Alcaraz. Su estilo es plateresco, el atrio cubre una superficie de 14,400 metros cuadrados; con planta rectangular de aproximadamente 60 metros lineales de longitud. El estilo mudéjar se manifiesta sobre todo en la forma conopial del arco de la puerta mayor (como la quilla invertida de un barco vista al corte: arco combado primero y al final apuntado).

## Descripción
El patio es de grandes dimensiones, en el centro hay una cruz de piedra y en sus cuatro ángulos se encuentran sus famosas capillas posas de 5.5 m de lado. Las capillas totalmente de piedra poseen dos arcos levemente rebajados. Sobre los muros del atrio, se pueden observar restos de un "Vía Crucis".
Cada una de las capilla se encuentra dedicada a un santo: los apóstoles Pedro y Pablo, San Juan Bautista, Santiago y la Virgen de la Asunción. Sus fachadas están decoradas con doce ángeles esculpidos en bajorrelieve, en tres capillas, mientras que la decoración de la cuarta capilla fue destruida en 1910, por revolucionarios que se refugiaron en el convento.
La entrada tiene altas columnas clásicas, cuyos capiteles soportan una delgada cornisa para formar un alfiz. Está decorado por el clásico cordón franciscano y siete anagramas en griego y latín; el interior es una sola nave. En los interiores queda una muestra de pintura mural al fresco, destacando el mural de los encapuchados. La entrada al convento es por la portería anexa en el costado sur de la fachada principal del templo; presenta dos amplios arcos soportados al centro por una monumental columna, en el interior conserva íntegramente todas sus dependencias.
Entre las obras que alberga destaca el retablo de la capilla mayor, obra de estilo plateresco y uno de los más destacados de los pocos que sobreviven del siglo XVI en el país. Es obra de varios artistas. Simón Pereyns firma las pinturas y la labor escultórica se debe en su mayor parte, a Pedro de Requena. En el sotocoro del templo se encuentra una pintura al óleo cuyo motivo es "El Éxtasis de Santa Teresa de Jesús", que esta fechada en 1751, y las pilas para agua bendita, decoradas con acanaladuras inclinadas, y molduras que asemejan gajos. Poseen una cartela con las iniciales "IHS".